# The Vines
The Vines é uma banda australiana de rock de garagem notável por fazer rock que lembra ao dos anos 60 e dos anos 90, dita popularmente como "netos dos Beatles" ou como os "filhos do Nirvana".Eles apareceram na capa da Rolling Stone, em Outubro de 2002 (primeira banda australiana a fazer isso desde o Men at Work em 1983) com as palavras "Rock is Back: satisfazer os Vines" ousadia estampada por baixo.[4] Conhecido como o " O 'bandas, The Strokes, The Hives, The White Stripes e The Vines combinado "moda punk velho e adrenalina riffs abastecidas.Entre seus Hits estão "Get Free" (2002), "Outthataway" (2002), "Highly Evolved" (2002), do seu albúm de estreia Highly Evolved, "Ride" (2004) do albúm Winning Days,
"Anysound" (2006) e "Don't Listen to the Radio" (2006) do seu terceiro álbum Vision Valley.Seu quinto álbum e o mais recente lançamento intitulado Future Primitive foi lançado no dia 3 de junho de 2011 na Austrália e no resto do mundo.

## História

### Início: 1994 - 1999
Em 1991, depois de ter largado a escola no primeiro ano e fazer apenas seis meses um curso de artes e ter largado também, Craig Nicholls vai trabalhar no McDonald's. Na época ele tinha 13/14 anos, e conheceu Patrick Matthews: ambos compartilhavam do mesmo gosto musical (Nirvana, Beck, Pavement, Suede…e principalmente Beatles) e resolveram se unir para tocar.Os dois chamaram seus amigos David Oliffe na bateria,e para ser o outro guitarrista o amigo de classe de craig Ryan Griffithsoutros, eles começaram tocando em festas.

## Highly Evolded, fama e aclamação da crítica (2000 - 2003)
Depois de um período tocando com o nome Rishikesh em homenagem a cidade indiana onde sua banda favorita The Beatles esteve,eles faziam covers de várias bandas como Nirvana e Beatles, durante os dias de anonimato, os jornais cometeram erros de impressão colocando o nome da banda como 'Rishi Chasms', algumas vezes. Então Nicholls decidiu mudar o nome da banda para (The Vines), uma referência ao nome da banda que seu pai possuía em 1960 também chamada (The Vynes).
Eles finalmente criaram o The Vines, tocaram em casas de shows pequenas, Com os covers que incluíam tocar para festas ao ar livre, eles garantiram um show em Sydney e eventualmente viraram notícia no Capitol Records até lançarem seu primeiro álbum de estúdio:"Highly Evolved" no dia 22 de julho de 2002.O álbum teve grande sucesso na Austrália, e depois de uma turnê em vários países, ficou mundialmente famoso, sendo muito elogiado pela critica - seus singles foram: "Factory","Highly Evolved", "Get Free", "Outtathaway!" e "Homesick". Entre os hits do álbum estão as músicas "Highly Evolved","Outtathaway!", "Get Free" e "Homesick"(esses dois últimos com muito sucesso nas rádios brasileiras da época).
Seu primeiro single "Factory", lançado em Novembro de 2001, atraiu pouco interesse na Austrália. Ela ganhou uma boa resposta no Reino Unido, com o NME descreve seu som como rock de garagem "das mais antigas da escola."[12] As gravadoras ainda eram apenas considerar o lançamento de outro EP, porém Nicholls foi inflexível sobre fazer um full- álbum, e foi procurar gravadoras no exterior. The Vines foram finalmente assinou contrato com a Heavenly Records no Reino Unido em Dezembro de 2001 e EMI na Austrália, em abril de 2002. O single "Highly Evolved" rendeu mais críticas aclamação como NME fez uma única semana do mar 2002[13]. O traçado único no Reino Unido em # 32 na parada de singles na Austrália e ARIAnet top 100 de singles.
O lançamento do álbum fez sucesso mais crítica com a banda aparece na capa da Rolling Stone e NME. O álbum estreou em # 3 no Reino Unido álbuns de quadro, # 5 no gráfico de álbuns ARIAnet Austrália e # 11 os E.U. na Billboard Hot 100 chart de álbuns. A banda tocou faixas de perfil elevado no The Late Show com David Letterman[14] e os MTV Video Music Awards. A mais alguns singles foram liberados a partir do álbum, incluindo "Get Free" e "Outtathaway!". Um quarto single, "Homesick", foi lançado apenas na Austrália. A banda passou a ganhar um Prêmio ARIA para "Artista Revelação" para o seu single "Get Free", em 2003, e foram nomeados para "Melhor Grupo", "Best Rock Album", "Melhor Capa de Arte" e "Artista Revelação - Álbum". Highly Evolved vendeu 2 milhões de cópias em todo o mundo com a distribuição através de Capitol Records.
"Get Free" além de ter uma performance em palco muito famosa,se tornou hit no mundo chegando em vários tops mundiais e sendo até hoje considerada a melhor música da banda por muitos fãs.
Em maio de 2003, a banda entrou em estúdio em Woodstock, Nova Iorque, com Rob Schnapf novamente na produção. Enquanto Craig Nicholls tinha falado de ter um álbum produzido muito, disse a edição australiana da revista Rolling Stone março 2004 que eles decidiram se ater a um-é-mais filosofia menos. "Eu queria ser - na minha cabeça - algo grande, com grandes ideias e visão desse tipo de coisa. Mas, ao mesmo tempo, isso não significa que algo não pode ser especial se ele é apenas simples. Porque eu acho que que as canções são a principal coisa. "

### Winning Days, e aSíndrome de Asperger(2004 - 2005)
Em março de 2004 a banda lançou seu segundo cd "Winning Days", um cd não tão celebrado pela crítica como "Highly Evolved"."É verdade que o novo álbum fortalece a personalidade do grupo e não é apenas um punhado de singles de vários gêneros diferentes. No entanto, a verdadeira sonoridade do Vines não aparece interessante. Se "Ride" mantém aquele estilo de refrão que vai durar na cabeça por uns bons meses, o restante das músicas é de uma falta de criatividade tão grande que até esconde boas faixas. Caso das belas baladas "Winning Days" e "Rainfall", prejudicada pelo rock bobão de "Evil Town" e "She's Got Something To Say To Me."
Neste ano Craig estava cada vez mais tornando-se uma pessoa de difícil convivência, seus ataques e sua agressividade cada dia mais constante. O ápice foi um show ao vivo em maio para a rádio Triple M. Craig agrediu seriamente um fotógrafo (os gritos do acidentado pareciam como o de um animal ferido), encerrando o show precocemente, neste dia Patrick pegou um ônibus de volta para casa, abandonando para sempre a banda.
Shows foram cancelados e Craig foi consultado pelo neurologista Dr. Attwood, que deu o diagnóstico: síndrome de Asperger (trata-se de um distúrbio que causa dificuldades na comunicação, convivência social entre outros problemas, uma forma de autismo mais leve).
Ficou provado que as brigas do vocalista com sua própria banda e as cenas de descontrole protagonizadas nos palcos e fora deles não eram apenas jogadas de marketing ou a tentativa de ser o novo Nirvana, como a critica gostava de dizer por aí.

### Vision Valley e um retorno à fase (2006 - 2007)
Muita gente torceu o nariz em relação ao futuro do The Vines e banda passou por um longo recesso. Após um longo recesso dos palcos e dos estúdios de gravação, em 2005 a banda o ano recluso em um estúdio de gravação e em abril de 2006 lançaram o Vision Valley, que foi uma resposta muito boa da banda para aqueles que não acreditavam que a banda ainda teria algum futuro. Eles contaram com a ajuda de Andy Kent (You Am I) para a gravação do baixo no álbum. O cd demonstra um Craig muito mais maduro.
Meses depois Ryan Griffiths conhece Brad Heald em uma festa e ele acaba tornando-se o novo baixista da banda.
A banda reergueu-se de forma fantástica nos últimos meses, com ótimos shows e demonstrando um Craig Nicholls mais controlado, mas ainda assim louco (o espírito ainda vive).
Vision Valley consistiu em suma, canções imediatas, o álbum correndo pouco mais de 30 minutos de duração. "Anysound"foi o segundo single oficial do álbum e um videoclipe de animação foi lançado exclusivamente através do YouTube. "Dope Train" foi lançada como um single, com um vídeo composto de imagens ao vivo da banda Big Day Out em 2007.
Em 19 de julho de 2006, The Vines tocou um show no Hotel Annandale sob o nome de "Joe Dirt", com um novo baixista, Brad Heald, o ex-baixista Patrick Matthews ter partido para o grupo australiano alternativa banda Youth Group. Eles anunciaram a sua fã clube site oficial, Dreamin The Insane, que estão prontos para realizar novamente e vamos agendar shows "qualquer dia".
Em 23 de Julho, a banda apareceu como convidado mistério no Splendour in the Grass festival, Byron Bay. Setembro 2006 viu The Vines executar em seus próprios shows pela primeira vez em dois anos.
The Vines tocou em dois locais em Sydney e Melbourne.
The Vines tocou no Big Top, como parte do Homebake festival em dezembro de 2006. No início de fevereiro de 2007, a banda completou seu Big Day Out performances positivas de imprensa e opiniões fortes. O vocalista Craig Nicholls elogiou o público e fãs em todo o tour festival, agradecendo-lhes para "furar com a banda" durante os tempos difíceis que a banda tinha enfrentado antes do incidente no hotel de Annandale, em 14 de Maio de 2004. Ainda em 2007, se juntaram no palco com a banda de rock alternativo The Killers num show em Sydney, Austrália para cantar Helter Skelter dos Beatles.
No show em Nova Iorque (no Bowery Ballroom) em 17 de março de 2008 a banda apresentou novas músicas (Kara Jane, He's a rocker, Autumn Shade III, True as the Night, Manger, Get Out, Brain Dead e Jamola).

### Melodia (2008)
Dia 26 de abril de 2008 eles se apresentaram na MTV Awards Australian com a nova música de trabalho "He's a Rocker", e logo depois a versão oficial da música foi lançada no MySpace. No dia da apresentação foi leiloado um Playstation 3 com a assinatura da banda e mais The Potbelleez e Wyclef Jean em benefício a Sony Foundation Australia Children's Holiday Camps.
A banda pretende lançar o quarto álbum em julho na Austrália (ainda sem nome certo, com boatos que sejam Brain Dead), ainda sem data certa para América, devido ao rompimento da banda com a Capitol (dizem que um dos motivos foi que a gravadora não aceitou que o novo CD tivesse 15 músicas).
Durante o rompimento da banda a Capitol lançou um Best of da banda, apenas trazendo as músicas dos CD anteriores (e este dizem ser um dos outros motivos do rompimento da banda com a gravadora, eles não queriam lançar um the Best of).
Após o sucesso comercial limitado de Vision Valley, The Vines foram posteriormente diminuíram suas gravadoras Capitol Records, EMI e Heavenly Records em meados de 2007. Todas as marcas são de propriedade da EMI, que foi comprada pela Terra Firma Capital Partners, em meados de 2007. Os novos proprietários reestruturou o rótulo e caiu faixas de sua lista do que consideravam ser de baixo desempenho no departamento de vendas de álbuns. Pouco depois porém a banda foi apanhada por Ivy League Records gerido pela gestão bandas Winterman & Goldstein por uma gravadora australiana.
Uma vez que o orçamento foi finalizado por Ivy League Records para seu próximo álbum, The Vines retornou ao estúdio em meados de Novembro de 2007, com Highly Evolved e Winning Days produtor Rob Schnapf em Los Angeles para começar a gravar Melodia.
Bass e gravações Drum faixa de 15 canções que foram consideradas para inclusão no próximo álbum foram concluídas em dezembro de 2007, durante uma gravação stint dia 5. Em março de 2008, NME informou que The Vines quarto álbum de estúdio tinha sido concluída durante a semana de março, a terceira, de 2008 a março de 10, de 2008, com uma data de lançamento experimental de junho de 2008.
O the vines lançou seu quarto álbum Melodia,no ano de 2008,o álbum tendo grande sucesso no mundo e nas criticas.Os singles do álbum são:"He's a Rocker" e "Get out"(o último se tornou um moderado hit,com seu clipe que ficou bem famoso por causa da boa puplicidade).A banda em 2009 está um pouco desativa por causa dos problemas de Craig,mas pretende voltar as palcos e talvez ao estúdio em 2010.
(Out Now) (Outubro de 2009)
O site Thevinesperu, publica neste mês uma noticia muito agradável para os fãs da banda.
Dizem que nos meses seguintes Craig Nicholls trabalharia num novo projeto, mas que só estaria pronto no começo de 2010.
A irmã de Craig diz que apesar da banda ter quase parado em 2009, já estaria voltando a ativa.

### Future Primitive (2009 - 2011)
Fotos surgiram no fórum oficial Vines, mostrando "Nicholls gravando demos para o novo álbum". As fotos, postadas pela irmã de Craig, "show Craig com uma guitarra acústica e que parece ser uma pista gravador".
No 14 de novembro de 2009, The Vines tocou no Hotel Annandale, sob o pseudônimo de crimes. Eles tinham um slot com suporte You Am I, jogando seu catálogo e uma nova canção de um álbum previsto para 2010.[20]
The Vines oficialmente saiu de pré-produção e começou a gravar o álbum em 5 fevereiro 2010. A gravação do álbum foi totalmente concluída em meados de março, com a mistura ter lugar em Sydney no fim de março e dominar a ter lugar no início de abril. A data de lançamento ainda está para ser anunciada.
A banda foi confirmada para a programação para Splendour in the Grass 2010, bem como apoiar Powderfinger nos quatro primeiros shows de sua turnê de despedida.
The Vines estreou novas canções, "Future Primitive", "Gimme Love" e "Black Dragon" no hotel de Annandale em 23 de junho.
No início de  2011, estreou o clipe oficial do primeiro single do álbum Future Primitive, a canção Gimme Love.
O álbum Future Primitive foi lançado mundialmente no dia 3 de junho de 2011.

### Sexto álbum e saída de Hamish e Ryan (2011 - presente)
Em 26 de Novembro de 2011, havia rumores na página da banda no Facebook que sugeriu que a banda tinha "demitido" dois dos seus membros. No festival de música 2011 Homebake, a banda surgiu no palco principal, como um trio, composto por Nicholls, Heald e o baterista Murray Sheridan. A ausência do guitarrista Ryan Griffiths e do baterista Hamish Rosser imediatamente levou a discussão no fórum de fãs da banda. A saída de ambos foi confirmada pelo programa Channel V e pela apresentadora Jane Gazzo, que escreveu que os dois tinham sido "demitidos" em um post do Twitter.
A irmã de Craig, Jess, também confirmou a saída de ambos através do fórum. "Se algum de vocês estava em Homebake ontem, eu tenho certeza que podem concordar que o set foi incrível e soou melhor do que nunca", escreveu ela. "A banda fez uma decisão criativa de voltar a um trio, como havia começado. Eu sei que vocês provavelmente terão um monte de perguntas, mas só queria dizer que não tenham medo, isto é, de modo algum o fim do The Vines!
Nicholls, Heald e Sheridan tocaram novamente no festival de música Southbound em Perth em 8 de janeiro de 2012. Sheridan não foi confirmado como membro permanente da banda.
Em 16 de Março de 2012, Rosser anunciou que havia se juntado banda de rock australiana Wolfmother como seu novo baterista através de um artigo em FasterLouder.com.au. Ele também alegou que a banda havia "quebrado", embora Craig sempre irá escrever boas músicas e ele pode optar por continuar sob o nome de The Vines.
Em 30 de Março de 2012, A página no Facebook da banda The Vines mudou sua foto do perfil para uma foto inédita do single promocional de Craig, o que implica fortemente que ele é agora o único membro remanescente da banda. No entanto, Heald ainda está para confirmar sua saída da banda. Ele está atualmente tocando baixo para a banda Dune Rats.
Em junho de 2012, no fórum oficial da banda, um usuário fez um upload de uma imagem de uma carta de Nicholls que respondia à mensagens de fãs, afirmando que ele estava atualmente gravando canções. No entanto, ele revelou que essas gravações não estavam sob o nome de The Vines, o que provocou a discussão de um álbum solo, mais tarde, em 2012. Ele também afirmou na carta um sexto álbum dos Vines que será lançado em 2013.
A nova formação do The Vines entrou em estúdio para gravar seu sexto álbum em 20 de Agosto de 2012 no Sydney's 301 Studio e estão em processo de acabamento.
Também foi anunciado que eles têm um novo baterista, Lachlan West, que gravou a bateria do sexto álbum.

### In Miracle Land (2018)
No dia 1 de abril de 2016, The Vines lança um novo sigle titulado de "In Miracle Land", mas foi somente em 2 de julho de 2018 que lançam seu novo álbum, cujo nome é o mesmo do sigle, contendo 12 faixas, sendo uma delas usada no seu show acústico solo em 2016 ("Broken Heart") e é a segunda faixa do disco.

### Estilo musical
"O estilo musical Vines geralmente podem ser categorizadas como alternativa/rock de garagem. Grande parte da banda início grunge som pode ser atribuída às suas origens como Nirvana banda cover.
" Ao contrário de muitos outros pop pós-modernistas, nunca Vines som pesado para baixo por todas as influências que incluem na sua música - é como se eles são tão animado com tudo que ouvi, eles não podem ajudar, mas se recombinam em maneiras originais. "
- Heather Phares, All Music Guide, em 15 de Abril de 2004.
Ex-baixista Matthews acreditava que Winning Days foi um passo em uma direção diferente para a banda. "Os temas são mais introspectivo e menos selvagem rock'n'roll.

### Recepção
Após o lançamento de seu álbum de estréia, The Vines foram saudados como "a segunda vinda do Nirvana" pela imprensa britânica, o seu som post-grunge/garage foi considerada uma reminiscência da cena de Seattle cerca de 91, e Nicholls "sobre o comportamento errático fase e vocais crus fazem comparações entre ele e Kurt Cobain.
Highly Evolved, tornou-se um enorme sucesso e seus shows ao vivo de acompanhamento nos primeiros anos foram elogiados como "eletrizante" e "sensacional".
reações críticas a 2004 de Winning Days foram misturados. Pitchfork Media's Chris Ott descreveu como sendo "nada mais do que chato e sem causar danos insípido" e mostrando "suave única promessa". Por outro lado, Rolling Stone Fricke disse que "foi um pulo frente em estilo e loucura.

### Ativismo
Em 2006, The Vines criado um cartão de coração decorado para benefício Pessoas pelo Tratamento Ético dos Animais.Em 2007, o grupo se juntou a organização, apelando ao fim da caça de focas no Canadá.

## Membros
Membros Atuais
- Craig Nicholls - vocais, guitarra (1999-presente)
- Lachlan West - bateria (2012-presente)
- Tim John - baixo (2012-presente)

Ex-Membros
- David Oliffe - bateria (1999-2002)
- Patrick Matthews - baixo, backing vocals (1999-2004)
- Hamish Rosser - bateria, backing vocals (2002-2011)
- Ryan Griffiths - guitarra, backing vocals (2002-2011)
- Brad Heald - baixo, backing vocals (2006-2012)

Membros de Turnê
- Murray Sheridan - bateria (2011-2012)

## Discografia
Álbuns de Estúdio
- Highly Evolved (2002)
- Winning Days (2004)
- Vision Valley (2006)
- Melodia (2008)
- Future Primitive (2011)
- Wicked Nature (2014)
- In Miracle Land (2018)

Compilações
The Best of The Vines (2008)

## Singles
| Ano  | Título                                   | Posição nas paradas de sucesso | Posição nas paradas de sucesso | Posição nas paradas de sucesso | Posição nas paradas de sucesso | Álbum                     |
| Ano  | Título                                   | AUS                            | UK                             | US Mod                         | US Main                        | Álbum                     |
| ---- | ---------------------------------------- | ------------------------------ | ------------------------------ | ------------------------------ | ------------------------------ | ------------------------- |
| 2001 | "Hot Leather/Sunchild"                   | —                              | —                              | —                              | —                              | single-only release[A][C] |
| 2001 | "Factory"                                | —                              | 198                            | —                              | —                              | Highly Evolved            |
| 2002 | "Highly Evolved"                         | —                              | 32                             | —                              | —                              | Highly Evolved            |
| 2002 | "Get Free"                               | 44                             | 24                             | 7                              | 27                             | Highly Evolved            |
| 2002 | "Outtathaway!"                           | 38                             | 20                             | 19                             | —                              | Highly Evolved            |
| 2003 | "Homesick"                               | 50                             | —                              | —                              | —                              | Highly Evolved            |
| 2003 | "Fuck The World" [B]                     | —                              | —                              | —                              | —                              | Winning Days              |
| 2004 | "Ride"                                   | 44                             | 25                             | 13                             | —                              | Winning Days              |
| 2004 | "Winning Days"                           | 65                             | 42                             | —                              | —                              | Winning Days              |
| 2006 | "Gross Out" (Radio and Video-only promo) | —                              | —                              | —                              | —                              | Vision Valley             |
| 2006 | "Don't Listen to the Radio"              | 46                             | 66                             | —                              | —                              | Vision Valley             |
| 2006 | "Anysound"                               | 91                             | 63                             | —                              | —                              | Vision Valley             |
| 2007 | "Dope Train" (Only video promo) [C]      | —                              | —                              | —                              | —                              | Vision Valley             |
| 2008 | "He's a Rocker" [C]                      | 79                             | —                              | —                              | —                              | Melodia                   |
| 2008 | "MerryGoRound" (Radio-only promo) [C]    | —                              | —                              | —                              | —                              | Melodia                   |
| 2008 | "Get Out" (Video-only promo)             | —                              | —                              | —                              | —                              | Melodia                   |
| 2011 | "Gimme Love" [C]                         | 79                             | —                              | —                              | —                              | Future Primitive          |
| 2011 | "Future Primitive" [C]                   | —                              | —                              | —                              | —                              | Future Primitive          |
| 2011 | "—" denotes releases that did not chart. |                                |                                |                                |                                | Future Primitive          |

Notas
- ^Singles lançados apenas na Austrália.